# Samuel Scott
Samuel Scott (Londres, 1702 - Bath, 12 de outubro de 1772)  foi um pintor de paisagens britânico conhecido por suas cenas ribeirinhas e paisagens marítimas. 

## Biografia
Scott nasceu em Londres e começou a pintar por volta de 1720. Nada se sabe sobre seu aprendizado artístico. Ele começou como um artista marítimo, pintando homens de guerra e outros navios em mares calmos no estilo de Willem van de Velde, muitos de cujos desenhos ele possuía. Ele também pintou um conjunto de seis imagens de assentamentos de propriedade da Companhia das Índias Orientais em colaboração com George Lambert. Scott pintou os navios, Lambert os edifícios e a paisagem. Escrevendo em 1733, George Vertue incluía Scott entre os "homens mais elevados da arte em Londres". 
De 27 a 31 de maio de 1732, ele fez uma célebre "Peregrinação de cinco dias" à Ilha de Sheppey em companhia de William Hogarth e outros. Um relato de sua viagem foi escrito por Ebenezer Forrest e publicado em 1782, ilustrado com desenhos de Hogarth e Scott. 
No início da década de 1740, Scott começou a desenhar esboços de Londres, especialmente da nova ponte de Westminster, em construção. Quando, após a chegada de Canaletto em Londres em 1746, as pinturas de vistas da cidade se tornaram moda, ele começou a criar os esboços. em pinturas a óleo. Ele pintou pelo menos onze versões de uma vista da Old London Bridge, a primeira datada de 1747. Scott continuou a pintar cópias depois de 1757, quando as casas que ladeavam a ponte, mostradas na pintura foram demolidas. As imagens da London Bridge eram muitas vezes pintadas como um par, com uma imagem da Torre de Londres ou da Westminster Bridge como um pingente.

## Carreira
Entre 1761 e 1771, ele exibiu três obras na Society of Artists, uma na Free Society of artists e uma, A View of the Tower of London, na Royal Academy em 1771. Ele foi um dos primeiros pintores de aquarelas e foi chamado o pai da aquarela inglesa, mas seus principais trabalhos eram em óleo. Algumas das pinturas mais famosas de Scott foram suas representações de cenas durante a Guerra da Orelha de Jenkins. 

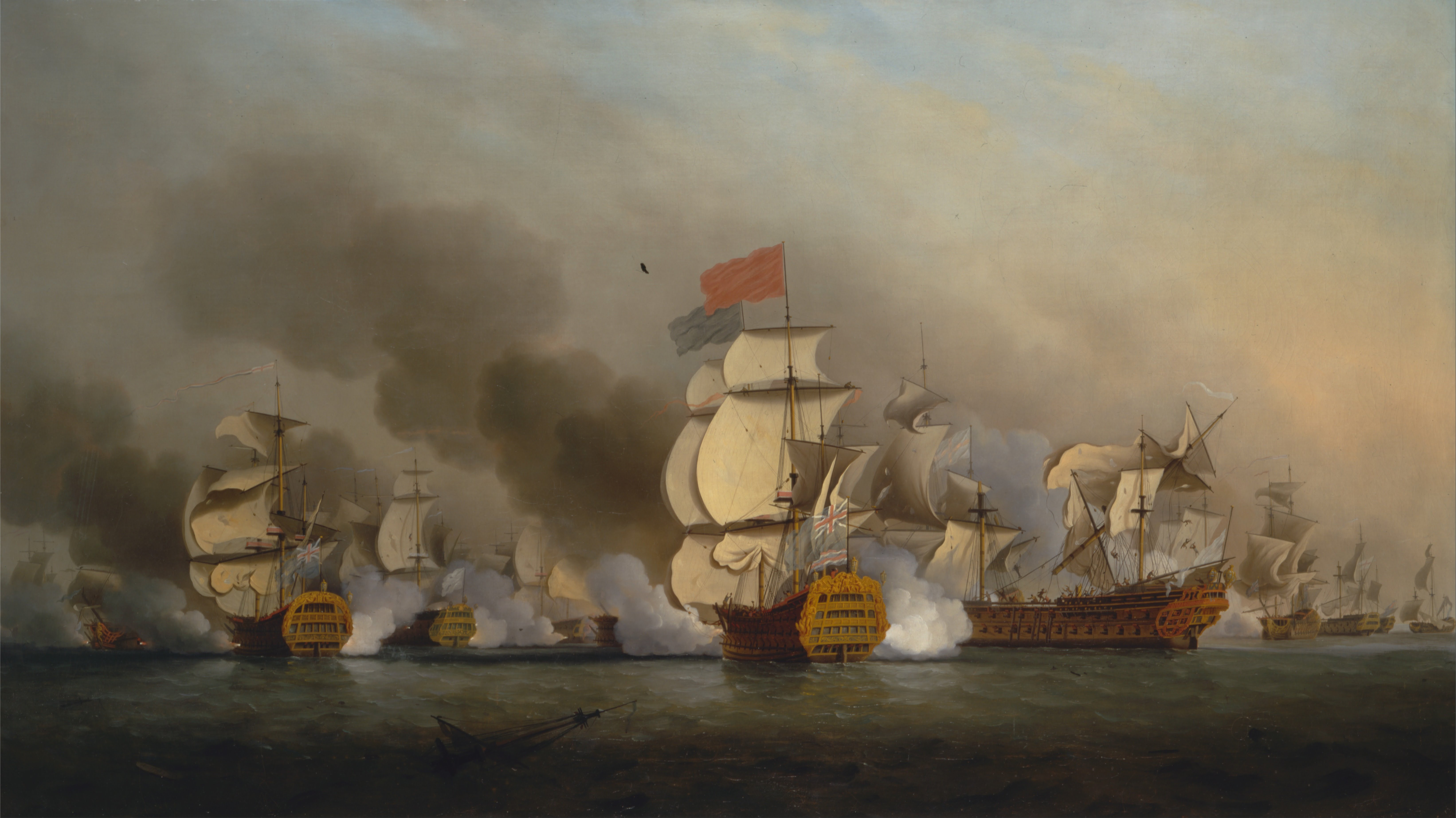
Vitória do vice-almirante Sir George Anson ao largo do Cabo Finisterra, 1749.

Scott ganhou uma reputação considerável por suas cenas na costa e no rio, bem desenhadas e pintadas, e animadas com figuras. Horace Walpole, que tinha uma grande coleção de obras, disse que "encantarão em todas as épocas" e que "se ele era o segundo em Vandeveldt em pedaços do mar, ele o superava em variedade". Seus pontos de vista sobre a London Bridge, o Custom-Quay Quay e outras fotos do Tamisa ganharam o nome de "Canaletto inglês". 
Scott viveu no número 2 da Henrietta Street, Covent Garden, com vista para a Piazza em Covent Garden, de 1747 a 1758. Ele se mudou para Twickenham em 1758 e depois para Ludlow, onde sua filha estava morando, antes de se aposentar em Bath, onde morreu em Walcot Street, de gota, em outubro de 1772, deixando uma filha única. Sua coleção de desenhos, gravuras etc. foi vendida por Langford em janeiro de 1773. 